# Odair Miguel Gonsalves dos Santos
Odair Miguel Gonsalves dos Santos CM (ur. 2 września 1965 w Irati) – brazylijski duchowny katolicki, biskup pomocniczy Porto Alegre od 2023.

## Życiorys
Święcenia kapłańskie przyjął 16 grudnia 2000 w Zgromadzeniu Księży Misjonarzy. Po święceniach został prowincjalnym duszpasterzem powołań, a w latach 2005–2008 był radnym prowincji zakonnej. W kolejnych latach pracował m.in. jako asystent prowincjała oraz jako proboszcz jednej z zakonnych parafii. W latach 2017–2023 pełnił funkcję przewodniczącego konferencji prowincji zakonnych Ameryki Łacińskiej.
20 września 2023 papież Franciszek mianował go biskupem pomocniczym archidiecezji Porto Alegre oraz biskupem tytularnym Cenae. Sakry udzielił mu 8 grudnia 2023 arcybiskup Jaime Spengler.